# Testudo atlas
Testudo atlas — вимерлий вид черепах з роду Європейські сухопутні черепахи родини Суходільні черепахи.

## Опис
Ця черепаха вважається найбільшою суходільною черепахою. Загальна довжина панцира досягала 2,2 м, завширшки він був 1,5 м й 80 см заввишки. Вона важила близько 3—4 т, а загальна (разом із головою та хвостом) довжина її перевищувала довжину сучасних гігантських черепах й сягала близька 3 м. Голова була велика, що трималася на доволі довгій шиї. Потужний панцир тримався на слоноподібних лапах.

## Спосіб життя
Полюбляла кам'янисті місцини, відкриті простори з не дуже густою травою. Живилася рослинною їжею, фруктами. У момент небезпеки втягувала голову і ноги під потужний панцир і ставали просто невразливою. Навіть такі хижаки, як шаблезубі кішки не могли їх здобути. Тільки, після того, як 900 тисяч років тому до північної Індію прийшли люди, для цієї черепахи з'явилися реальна загрозу існуванню, що зрештою призвело до повного винищення цього виду черепах.

## Розповсюдження
Мешкала здебільшого у північній Індії, на пагорбах Сивалик, Пакистані, ймовірно деякі особини були поширені на островах Сулавесі та Тимор (Індонезія).